# Andreea Acatrinei
Andreea Acatrinei född den 7 april 1992 i Brașov, Rumänien, är en rumänsk gymnast.
Hon tog OS-brons i lagmångkampen i samband med de olympiska gymnastiktävlingarna 2008 i Peking.